# مکتب استکهلم (اقتصاد)
مکتب استکهلم (سوئدی: Stockholmsskolan)

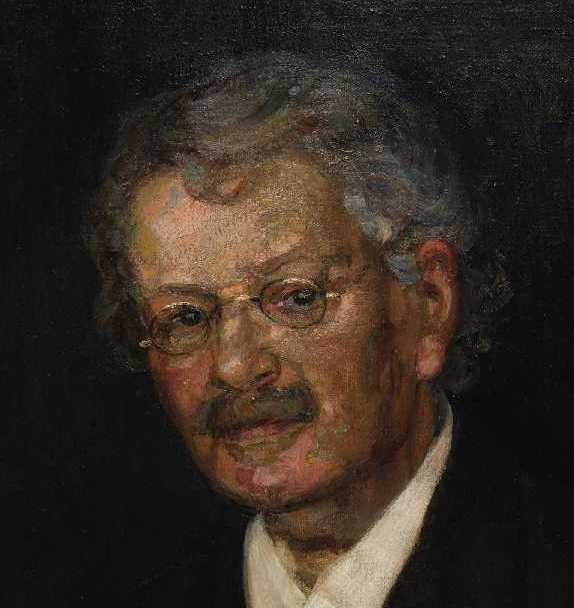
ناوت ویکسل (۱۸۵۱ تا ۱۹۲۶) اقتصاددان سوئدی: برای جان مینارد کینز و مدرسه اقتصاد استکهلم سرمشق و منبع اصلی الهام‌بخشی بوده‌است.

یکی از مکتب‌ها در اندیشه‌های اقتصادی است. این عنوان به گروهی تا حدی سازمان‌یافته از اقتصاددانان اهل سوئد اشاره دارد که در دههٔ ۱۹۳۰ در استکهلم سوئد مشغول به همکاری بوده‌اند.
مکتب استکهلم مانند جان مینارد کینز - در اقتصاد کلان و نظریه‌های تقاضا و عرضه، به همان نتیجه‌گیری رسید. مانند کینز، آن‌ها هم از نوشته‌های ناوت ویکسل؛ یک اقتصاددان اهل سوئد که در اوایل قرن بیستم فعال بود، الهام گرفتند.
اظهار نظر ویلیام باربر در مورد کارهای گونار میردال در نظریهٔ پولی این‌گونه بیان شده‌است:
"اگر قبل از سال ۱۹۳۶ گفته‌ها و مشارکت او برای خوانندگان انگلیسی در دسترس می‌بود، این گمانه‌زنی جالبی است که آیا "انقلاب" در نظریهٔ رکود دهه‌ای اقتصادی در یک اقتصاد کلان، به " میرالاییانی"؛ به همان اندازهٔ "کینزی"، استناد داده می‌شد.

## تاریخچه و جنبه‌ها

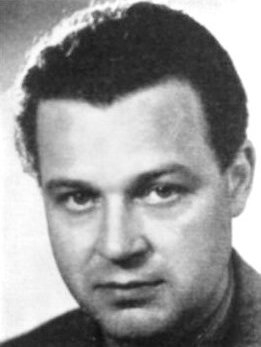
گونار میردال

دو تن از برجسته‌ترین اعضای مکتب استکهلم، استادان دانشکده اقتصاد استکهلم؛ گونار میردال و برتیل اوهلین بودند. نام جنبش، «مدرسه استکهلم»، در مقاله‌ای از برتیل اوهلین در مجلهٔ اقتصادی با نفوذ «اکونومیک ژورنال» در سال ۱۹۳۷، بنام «چند یادداشت در مورد نظریهٔ پس‌انداز و سرمایه‌گذاری استکهلم» راه‌اندازی شد.
این مقاله در پاسخ به انتشار «شاهکار» کینز؛ "نظریه عمومی اشتغال، بهره و پول» بود که در سال ۱۹۳۶ منتشر شد و هدف آن جلب توجه بین‌المللی به یافته‌های تازهٔ سوئدی در این زمینه بود که بسیاری از آن‌ها یافته‌هایی بودند که پیش از مینارد کینز انتشار یافته بودند. گونار میردال با آن‌که از ابتدا در حمایت از محتوا و مواضع مورد اشاره در پایان‌نامهٔ جان مینارد کینز شرکت داشت این حمایت همیشه با حفط این باور بود که؛ آغازگر ایدهٔ استفاده از "تنظیم بودجهٔ ملی، برای سرعت بخشیدن یا کاستن از سرعت رشد اقتصادی" در سوئد، خود او و مدرسهٔ اقتصاد استکهلم بوده‌است.